# 포트카르파츠키에주

포트카르파츠키에주의 위치

포트카르파츠키에주(폴란드어: Województwo podkarpackie)는 폴란드 남동부에 위치한 주로, 주도는 제슈프이며 면적은 17,844km2, 인구는 2,101,732명(2010년 기준, 도시 인구: 850,022명, 농촌 인구: 1,246,949명), 인구 밀도는 120명/km2이다. 주 이름은 주 인근에 위치한 카르파티아산맥에서 유래된 이름이다.
4개 도시군과 21개 농촌군, 160개 그미나(지방 자치체)를 관할한다. 서쪽으로는 마워폴스카주, 북서쪽으로는 시비엥토크시스키에주, 북쪽으로는 루블린주와 접하며 동쪽으로는 우크라이나, 남쪽으로는 슬로바키아와 국경을 접한다.

주기
주 문장

## 행정 구역

포트카르파츠키에주의 행정 구역

### 도시군
- 제슈프 (주도)
- 크로스노
- 프셰미실
- 타르노브제크

### 농촌군
- 비에슈차디군
- 브조주프군
- 뎅비차군
- 야로스와프군
- 야스워군
- 콜부쇼바군
- 크로스노군
- 완추트군
- 레스코군
- 레자이스크군
- 루바추프군
- 미엘레츠군
- 니스코군
- 프셰미실군
- 프셰보르스크군
- 로프치체셍지슈프군
- 제슈프군
- 사노크군
- 스탈로바볼라군
- 스트시주프군
- 타르노브제크군

## 같이 보기
- 폴란드 제2공화국
- 갈리치아